# Необыкновенное путешествие Мишки Стрекачёва
«Необыкновенное путешествие Мишки Стрекачёва» — советский художественный фильм режиссёра Ильи Фрэза, выпущенный в 1959 году.

## Сюжет
Ученик ремесленного училища Мишка Стрекачёв по поручению мастера проводит экскурсию для школьников по комбайновому заводу. Во время экскурсии, сам того не желая, он по незнанию приводит в действие заводской гудок. Его подруга Галя от неожиданности отвлекается и портит заготовку для шестерёнки. Мишка, чтобы выручить Галю, снимает деталь с одного из комбайнов СК-3, готовых к отправке на целину, так как собирается по имеющемуся чертежу изготовить недостающую деталь и установить её на место. Однако за провинность с гудком мастер отстраняет Мишку от производственной практики и отбирает пропуск, без которого вахтёр отказывается пускать его на завод. Чтобы исправить ситуацию, подросток ночью тайком пробирается в мастерскую детского дома, где есть токарный станок, и вытачивает нужную деталь, после чего там же и засыпает. Разбуженный утром уборщицей, прервавшей снившийся ему кошмар о катастрофических последствиях использования разукомплектованного комбайна, Мишка бросается на станцию, но поезд с сельскохозяйственными машинами, ремесленниками и мастером уже отправился. Чтобы не отстать, подросток по верёвке благополучно спускается с пешеходного моста на крышу последнего вагона движущегося железнодорожного состава. Находящийся там хвостовой кондуктор обещает на остановке отвести неожиданного пассажира к его товарищам, однако Мишка не хочет встречаться с мастером и пытается самостоятельно добраться до комбайна № 1401, чтобы незаметно установить шестерёнку, но терпит неудачу. Юный путешественник продолжает путь в угольном тендере ведущего состав паровоза Л-0224, где молодой кочегар до ночи укрывает его под брезентом от своего отца-машиниста, неизбежное обнаружение которым постороннего грозит высадкой на первой же станции, но после помощи у топки с лопатой в руках железнодорожник признаёт в нём рабочего человека и позволяет ехать дальше. Во время длительной стоянки поезда, достигшего Волги, чумазый Мишка раздевается и ныряет в воду, но во время купания оставленные им вещи оказываются под отвалом работавшего на берегу бульдозера, и только с помощью девушки-трактористки он возвращает из-под земли почти всю свою потрёпанную одежду и уцелевшую сумку с шестерёнкой. Возвращаясь к поезду, Мишка видит своих друзей-ремесленников и мастера, которым устроили экскурсию на строительство плотины гидроэлектростанции, но вынужден прятаться от них возле ремонтной мастерской, где крановщик безуспешно пытается найти токаря, чтобы заменить вышедшую из строя несложную деталь портального крана. Подросток вызывается поработать на станке и успешно справляется с заданием, а также помогает шофёру трёхосного самосвала, бывшему моряку, за что тот дарит ему тельняшку и берётся доставить к железной дороге. По пути мальчик просит шофёра отклониться от маршрута, чтобы навестить крановщика и забраться на портальный кран, откуда ему открывается замечательный вид не только на индустриальные пейзажи великой стройки, но и на отправляющийся поезд, увлекательную погоню за которым на тяжёлом грузовике прерывает шлагбаум железнодорожного переезда, где Мишке удаётся на ходу вскочить в последний вагон состава и снова улизнуть от находящегося там кондуктора, спрятавшись на крыше. Ночью оборванный беглец пробирается на платформу с комбайном, но встречает там дремлющую Галю, которая просыпается, узнаёт Мишку и пытается сообщить об этом мастеру и ребятам, но те не верят в возможность его внезапного появления здесь. Когда один из ремесленников начинает осматривать платформу с электрическим фонариком, прячущийся от него Мишка теряет свою сумку: она срывается с платформы и падает на железнодорожный мост, по которому проходит поезд. Чтобы вернуть её, подросток на ходу спрыгивает на насыпь, возвращается на мост и находит пропажу, однако находившаяся в сумке шестерёнка вываливается и летит в воду. Уныло идя по шпалам, удручённый этой потерей ремесленник пешком пересекает обозначенную столбом с гербом СССР границу между Европой и Азией. В Азии юный путешественник встречает утомлённую тяжёлой ношей женщину, присевшую отдохнуть и подкрепиться у километрового столба, с удовольствием принявшую его предложение помощи в доставке на рынок продукции сельского хозяйства. Надежду Мишки на вознаграждение за труд бессердечная торговка не оправдала, а посещение усталым путником парка культуры и отдыха привело к встрече с местными ребятами-ремесленниками, осваивающими кузнечное дело. Предъявление им ученического билета токаря-металлиста вызвало спор о том, могут ли кузнецы изготовить утраченную деталь, во время разрешения которого оголодавший был накормлен обедом в столовой училища, а в качестве десерта и доказательства мастерства новых знакомых принял сразу две новеньких шестерёнки. Рассказав о своей беде, Мишка получил от «трудовых резервов» помощь в виде подобающего ремесленнику форменного обмундирования и собранных вскладчину денег на железнодорожный билет, обнаружившийся недостаток которых восполнил случайный командированный, встреченный на вокзале. На одной из остановок пассажирский поезд догоняет состав с комбайнами, но сделать пересадку вернувшемуся в купе за сумкой Мишке не позволяет проводник, отказавшийся выпустить его из вагона после отправления, а на следующей станции — драка с воришкой, укравшим кошелёк у его попутчицы. Похищенное удаётся отбить, а по находившимся в кошельке документам найти владелицу, оказавшуюся дочерью «ответственного работника райкома партии», который помогает герою с попутным транспортом до совхоза, ожидавшего комбайны. По дороге водитель грузовика, подвозивший Мишку, заезжает домой пообедать, а отказавшийся от еды ремесленник проявляет своё мастерство металлиста в ремонте домашней утвари местных жителей. Согласившись помочь старушке и взявшись за работу не по специальности — ремонт кадушки, для которого требуется бондарь, он случайно оказывается запертым вместе с хозяйкой злосчастной ёмкости в подполе, откуда не может выбраться до отправления грузовика, в кабине которого осталась сумка с деталями. Выпущенный из заточения внуком старушки, Мишка приходит на почту, чтобы дать телеграмму в совхоз. Телеграфист уже знает о нём, однако не возвращает оставленную водителем грузовика сумку, а сообщает по телефону «куда следует». Дальше путешественник отправляется на подводе, запряжённой неподкованной лошадью, в сопровождении жеребёнка и сельского милиционера, сетующего на отсутствие в хозяйстве кузнеца и таких деталей, как подкова. Воспользовавшись тем, что лошадь подходит к речке для водопоя, Мишка хватает сумку с деталями, бросается в воду и переплывает на другой берег. На просёлочной дороге он прицепляется сзади к проезжающей автомашине, в которой оказываются знакомый ему работник райкома с дочерью. Босой и мокрый ремесленник вынужден рассказать, зачем он едет в совхоз. По прибытии на место, где находятся сопровождавшие комбайны мастер, ремесленники и уже обнаружена неисправность одной из новых машин, ответственный работник, оказавшийся директором совхоза, обещает разобраться и предоставить для этого «знаменитого мастера», но Мишка, тайком выбравшийся из машины, уже находит комбайн № 1401 и устанавливает недостающую деталь. Успешный запуск комбайна в работу совпадает со встречей Мишки и его друзей. Добравшийся наконец до совхоза милиционер, не сумевший доставить беглеца в целости и сохранности, как ему было поручено, получает от Мишки необходимую лошади подкову — «на счастье». В финальной сцене ремесленников, идущих через пшеничное поле, Мишка обещает друзьям больше не отрываться от коллектива, завершая фильм словами: «Человек не может жить один, без общества. Так сам Маркс говорит, лично!».        

## В ролях
- Алексей Борзунов (дебют в кино) — Мишка Стрекачёв
- Лена Шептицкая — Галя
- Слава Девкин — «Реклама»
- Рая Николаева — Валя Коренева
- Миша Копытов — Сеня Пудов
- Саша Вдовкин — Палеха
- Константин Сорокин — мастер Василий Семёнович
- Виктор Хохряков — Коренев, работник райкома
- Михаил Трояновский — вахтёр дядя Саша
- Георгий Гумилевский — кондуктор
- Валерий Носик — хулиган
- Пётр Алейников — милиционер Пётр Мартынович
- Татьяна Пельтцер — уборщица Дарья Семёновна
- Валентина Телегина — Нюра-торговка
- Алексей Грибов — машинист паровоза
- Валентин Грачёв — Василий, сын машиниста и кочегар
- Пётр Кирюткин — проводник поезда
- Виктор Клюкин — крановщик
- Евгений Кудряшёв — шофёр самосвала
- Александр Лебедев — командированный
- Николай Сморчков — шофёр грузовика
- Клавдия Хабарова — трактористка

В фильм вошли сцены, снятые на одной из Великих строек коммунизма 1950-х годов — Волжской ГЭС (40—44 минуты фильма).

## Съёмочная группа
- Сценарий: Николай Чуев
- Режиссёр: Илья Фрэз
- Оператор: Константин Арутюнов
- Художник: Пётр Галаджев
- Композитор: Никита Богословский
- Текст песен: Евгений Агранович